# رئیس‌جمهور مغولستان
رئیس‌جمهور مغولستان (به مغولی: Монгол Улсын Ерөнхийлөгч) مسئول و رئیس اجرایی دولت مغولستان می‌باشد. رئیس‌جمهور کنونی مغولستان اوخناگین خورلسوخ است.
احزاب سیاسی با نمایندگی در خورال کبیر مغولستان نامزدها را معرفی می‌کنند. اوایل ریاست‌جمهوری به دو دورۀ چهار ساله محدود بود، اما این دوره با شروع انتخابات ریاست‌جمهوری ۲۰۲۱ به یک دورۀ شش ساله غیرقابل تمدید تغییر یافت. همچنین در صورتی که دو سوم اعضای شورا، رئیس‌جمهور را به سوءاستفاده از قدرت و نقض سوگند قبل از تحلیف خود مجرم تشخصی دهند، رئیس‌جمهور از ریاست بر کشور برکنار می‌شود. همچنین رئیس‌جمهور منتخب باید قبل از مراسم تحلیف، عضویت خود را در تمامی احزاب سیاسی به حالت تعلیق درآورد.